# Giovanni d'Austria
Don Giovanni d'Austria (Ratisbona, 24 febbraio 1547 – Bouges, 1º ottobre 1578) è stato un generale, ammiraglio e diplomatico tedesco a servizio della Spagna. Figlio naturale dell'imperatore Carlo V d'Asburgo, don Giovanni è ricordato per la sua carriera militare che lo vide al comando della flotta della Lega Santa, con cui sconfisse gli Ottomani nella battaglia di Lepanto del 1571.

## Biografia

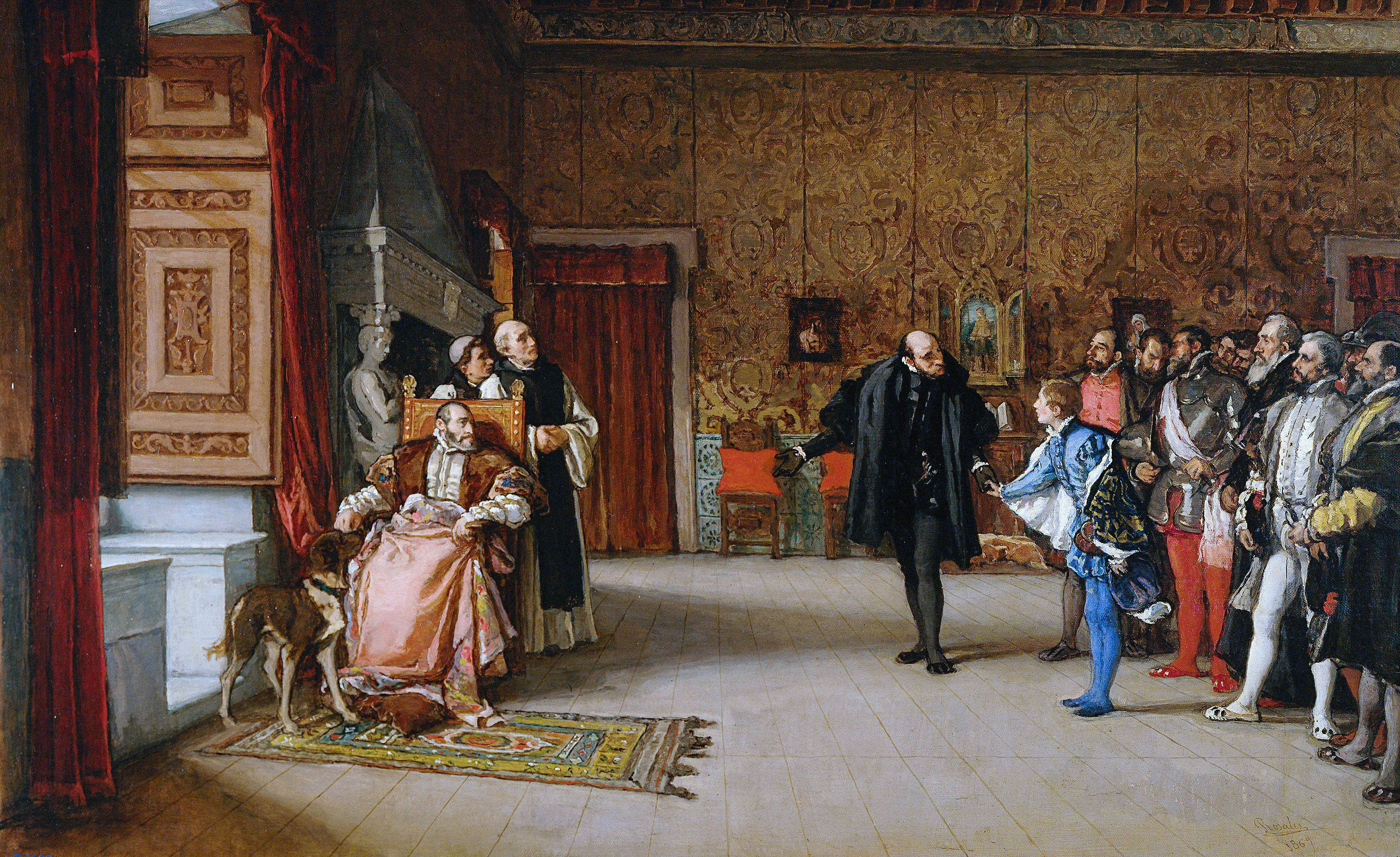
Don Giovanni d'Austria viene presentato al re Carlo I d'Asburgo nel monastero di Yuste (opera di Eduardo Rosales)

Nato a Ratisbona, Germania, da Carlo V e Barbara Blomberg, figlia di un uomo della classe media cittadina, don Giovanni crebbe nell'anonimato in Spagna col nome di Jerónimo e fu soprannominato Jeromín. Seguendo l'ultimo volere del padre, il re Filippo II riconobbe don Giovanni come suo fratellastro e gli diede una rendita, ma non gli concesse mai il titolo di Infante e a corte veniva chiamato solo eccellenza. Filippo avrebbe voluto indirizzare don Giovanni alla carriera ecclesiastica, ma non fu capace di moderare l'attrazione che questi provava per le attività più mondane e, segnatamente, per la carriera militare. Il primo incarico di don Giovanni fu nel 1568 contro i pirati barbareschi; il suo successo gli permise una rapida ascesa al comando delle forze spagnole contro la rivolta dei Moriscos a Granada, che represse entro il 1571.

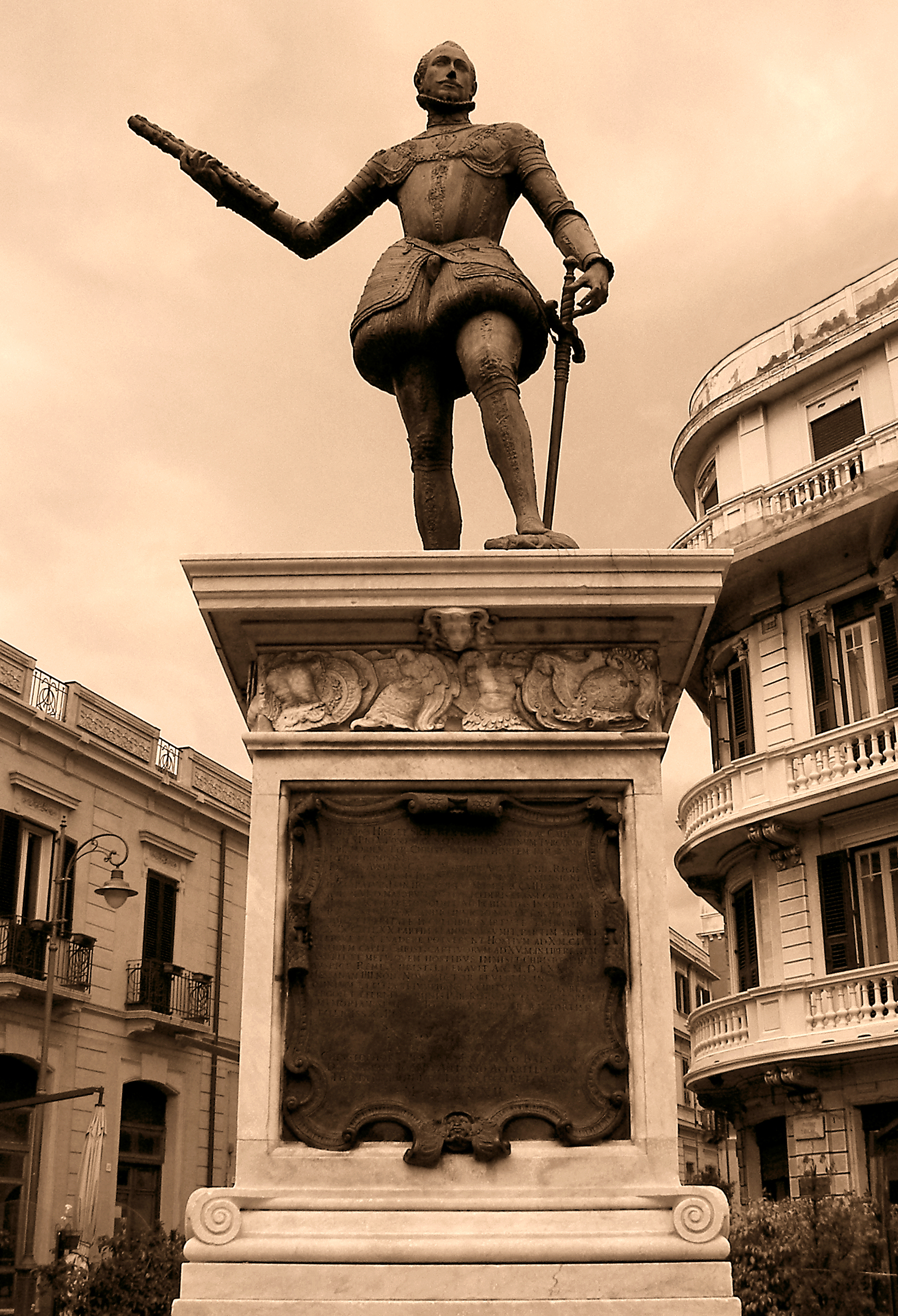
Monumento a don Giovanni d'Austria di Andrea Calamech (1572) in piazza Catalani a Messina. A Ratisbona, nella Zieroldsplatz di Kohlemmarkt, esiste una copia fatta nel 1978.

Nel 1571, all'apice del prestigio di don Giovanni, Filippo lo mise a capo della flotta della Lega Santa schierata contro l'Impero ottomano, che partì dal porto della città di Messina il 15 settembre di quell'anno. Don Giovanni fu capace di riunire, anche grazie a papa Pio V che tale Lega tanto perorò, una coalizione estremamente eterogenea e di infliggere una sconfitta di proporzioni storiche ai Turchi ottomani nella battaglia di Lepanto del successivo 7 ottobre.
Questa vittoria infiammò le ambizioni di don Giovanni: divenuto un eroe a livello europeo, egli ormai ambiva a un regno proprio e al riconoscimento del titolo di "altezza reale". Filippo però era restio a concedere al fratellastro un ruolo troppo importante nella politica europea: nel 1572 gli "suggerì" di declinare l'offerta del trono albanese che gli era stata fatta e di dedicarsi invece alla cattura di Uccialì, il terzo comandante turco sopravvissuto a Lepanto, e nell'ottobre del 1573 don Giovanni, con una campagna rapidissima, conquistò la Tunisia.
"Secondo alcuni storici, che hanno dato credito a talune affermazioni di contemporanei, don Giovanni non volle abbandonare Tunisi poiché mirava ad ottenere l'investitura di quel regno, per avere il titolo di re e non per esercitare l'effettivo governo di quel territorio; a tal fine il principe asburgico avrebbe inviato segretamente, nel tardo autunno del 1573, il proprio segretario, Juan de Soto, al papa Gregorio XIII per sollecitarne l'intervento presso Filippo II in favore dell'aspirazione di don Giovanni. La complessa questione è stata minutamente analizzata dal De Toerne che perviene a queste conclusioni: all'investitura del regno di Tunisi non ha pensato don Giovanni, bensì il papa, pieno di grata ammirazione per il principe e soprattutto desideroso che Tunisi restasse stabile conquista europea e tornasse ad essere terra cristiana; il sovrano spagnolo però, preso da altre preoccupazioni e prospettive, lasciò cadere la sollecitazione del pontefice".
Nel 1574 Filippo II lo nominò vicario generale in Italia. Anche su suggerimento di Mateo Vázquez, che voleva rimarcare la fine del "pugno di ferro" del duca d'Alba, Filippo II nel 1576 nominò don Giovanni governatore dei Paesi Bassi spagnoli, sperando che quell'incarico appagasse le sue mire e limitasse il suo desiderio di potere. Giovanni, però, accettò solo a patto che gli fosse permesso di sposare Maria I di Scozia, allora prigioniera in Inghilterra, invadendo e "liberando" il Paese.
La sua scarsa dimestichezza con la politica olandese e il declino dei suoi rapporti col re Filippo fecero fallire tutti i suoi progetti, che pure si valevano di un rinnovato interesse verso la Francia: più che volto a gestire la crisi delle Province Unite, esso parve un tentativo congiunto con Enrico di Guisa per predisporre un'invasione delle Isole britanniche.
La cosa sarebbe stata all'origine della sua morte, avvenuta a Bouges, oggi parte della città di Namur (Belgio), nel 1578.

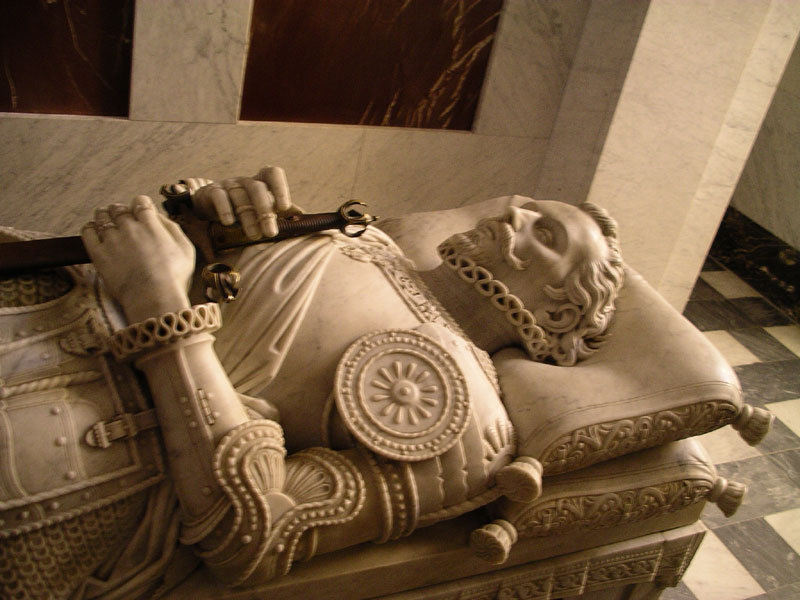
La tomba di don Giovanni all'Escorial, Spagna

Lo storico Giovanni Boglietti, nel suo Don Giovanni d'Austria a Lepanto del 1887, scrive infatti che, secondo uno dei biografi di don Giovanni, il Vander-Hammen, la sua morte sarebbe stata procurata dal veleno propinatogli per ordine del fratellastro Filippo II, il quale temeva che don Giovanni d'Austria, dopo aver "conquistata" l'Inghilterra, con le forze di questa si sarebbe reso padrone della Spagna.
Secondo un'altra versione, la morte sarebbe sopravvenuta alcune ore dopo essersi sottoposto a un intervento per emorroidi a causa di un'emorragia incontrollabile.

## Vita sentimentale
I contemporanei ritraggono don Giovanni d'Austria come un giovane con un fisico e dei tratti attraenti, attribuendogli numerose relazioni.
Fu amico di Ana de Mendoza, Principessa di Eboli, cosa che gli permise di avere rapporti con María de Mendoza, dalla cui relazione nacque nel 1567 una figlia: María Ana. Don Giovanni l'affidò all'educazione di doña Magdalena de Ulloa. Successivamente, la ragazza entrò in convento e fu coinvolta nell'intrigo che vide protagonista l'impostore Gabriel de Espinosa.
Mentre era a Napoli, negli anni dopo la vittoria di Lepanto, ebbe rapporti con Diana Falangola, dalla quale ebbe una figlia di nome Giovanna, nata l'11 settembre 1573 e morta il 7 febbraio 1630. Don Giovanni l'affidò alle cure di sua sorella Margherita. La mandarono al convento di Santa Chiara a Napoli e sposò nel 1603 Francesco Branciforte, marchese di Militello.
In seguito ebbe relazioni con Zenobia Saratosia, dalla quale ebbe un figlio, morto poco dopo la nascita, e con Ana de Toledo, moglie del comandante militare di Napoli.

## Ascendenza
|                                                            |   |                                        | Genitori                            |  |  | Nonni |  |  | Bisnonni                                           |  |  | Trisnonni                                        |  |
|                                                            |   |                                        |                                     |  |  |       |  |  | Massimiliano I, imperatore del Sacro Romano Impero |  |  | Federico III, imperatore del Sacro Romano Impero |  |
|                                                            |   |                                        |                                     |  |  |       |  |  | Massimiliano I, imperatore del Sacro Romano Impero |  |  | Federico III, imperatore del Sacro Romano Impero |  |
|                                                            |   | Eleonora d'Aviz                        |                                     |  |  |       |  |  | Massimiliano I, imperatore del Sacro Romano Impero |  |  |                                                  |  |
| Filippo I, imperatore del Sacro Romano Impero              |   |                                        |                                     |  |  |       |  |  | Massimiliano I, imperatore del Sacro Romano Impero |  |  |                                                  |  |
|                                                            |   | Maria, duchessa di Borgogna            | Carlo I, duca di Borgogna           |  |  |       |  |  |                                                    |  |  |                                                  |  |
|                                                            |   | Maria, duchessa di Borgogna            | Carlo I, duca di Borgogna           |  |  |       |  |  |                                                    |  |  |                                                  |  |
|                                                            |   | Maria, duchessa di Borgogna            | Isabella di Borbone                 |  |  |       |  |  |                                                    |  |  |                                                  |  |
| Carlo V, imperatore del Sacro Romano Impero e re di Spagna |   | Maria, duchessa di Borgogna            |                                     |  |  |       |  |  |                                                    |  |  |                                                  |  |
|                                                            |   | Ferdinando II, re d'Aragona            | Giovanni II, re d'Aragona           |  |  |       |  |  |                                                    |  |  |                                                  |  |
|                                                            |   | Ferdinando II, re d'Aragona            | Giovanni II, re d'Aragona           |  |  |       |  |  |                                                    |  |  |                                                  |  |
|                                                            |   | Ferdinando II, re d'Aragona            | Giovanna Enríquez                   |  |  |       |  |  |                                                    |  |  |                                                  |  |
| Giovanna I, regina di Castiglia e León                     |   | Ferdinando II, re d'Aragona            |                                     |  |  |       |  |  |                                                    |  |  |                                                  |  |
|                                                            |   | Isabella I, regina di Castiglia e León | Giovanni II, re di Castiglia e León |  |  |       |  |  |                                                    |  |  |                                                  |  |
|                                                            |   | Isabella I, regina di Castiglia e León | Giovanni II, re di Castiglia e León |  |  |       |  |  |                                                    |  |  |                                                  |  |
|                                                            |   | Isabella I, regina di Castiglia e León | Isabella d'Aviz                     |  |  |       |  |  |                                                    |  |  |                                                  |  |
| Giovanni d'Austria                                         |   | Isabella I, regina di Castiglia e León |                                     |  |  |       |  |  |                                                    |  |  |                                                  |  |
|                                                            | … | …                                      |                                     |  |  |       |  |  |                                                    |  |  |                                                  |  |
|                                                            | … | …                                      |                                     |  |  |       |  |  |                                                    |  |  |                                                  |  |
|                                                            | … | …                                      |                                     |  |  |       |  |  |                                                    |  |  |                                                  |  |
| Wolfgang Blomberg                                          | … |                                        |                                     |  |  |       |  |  |                                                    |  |  |                                                  |  |
|                                                            |   | …                                      | …                                   |  |  |       |  |  |                                                    |  |  |                                                  |  |
|                                                            |   | …                                      | …                                   |  |  |       |  |  |                                                    |  |  |                                                  |  |
|                                                            |   | …                                      | …                                   |  |  |       |  |  |                                                    |  |  |                                                  |  |
| Barbara Blomberg                                           |   | …                                      |                                     |  |  |       |  |  |                                                    |  |  |                                                  |  |
|                                                            |   | …                                      | …                                   |  |  |       |  |  |                                                    |  |  |                                                  |  |
|                                                            |   | …                                      | …                                   |  |  |       |  |  |                                                    |  |  |                                                  |  |
|                                                            |   | …                                      | …                                   |  |  |       |  |  |                                                    |  |  |                                                  |  |
| Sibylle Lohman                                             |   | …                                      |                                     |  |  |       |  |  |                                                    |  |  |                                                  |  |
|                                                            |   | …                                      | …                                   |  |  |       |  |  |                                                    |  |  |                                                  |  |
|                                                            |   | …                                      | …                                   |  |  |       |  |  |                                                    |  |  |                                                  |  |
|                                                            |   | …                                      | …                                   |  |  |       |  |  |                                                    |  |  |                                                  |  |
|                                                            |   | …                                      |                                     |  |  |       |  |  |                                                    |  |  |                                                  |  |